# Eleição municipal de Belo Horizonte em 2004
A eleição municipal de Belo Horizonte em 2004 ocorreu em 3 de outubro para a eleição de um prefeito, um vice-prefeito e 41 vereadores. A eleição teve um único turno, que resultou na reeleição de Fernando Pimentel, do PT. O prefeito e o vice-prefeito assumiram o mandato em 1º de janeiro de 2005 e seus mandatos terminaram em 31 de dezembro de 2008. Fernando Pimentel obteve 872.601 votos no primeiro turno, o gasto previsto da campanha ficou em torno de 5 milhões de reais. Pimentel foi eleito vice-prefeito de Belo Horizonte em 2000, mas assumiu o cargo da prefeitura logo após o pedido de afastamento do então prefeito Célio de Castro por problemas de saúde.
Pimentel começou sua campanha atrás de João Leite (PSB), segundo as pesquisas de intenção de voto, mas o ex-goleiro acabou ficando em segundo com 22,78% dos votos.
Um fato importante a ser citado é que Pimentel é um dos fundadores do PT, e começou na política por causa de sua formação em economia, em 1993 se tornou o secretário municipal da Fazenda de Belo Horizonte, nas gestões de Patrus Ananias.
A campanha de Pimentel teve um apelo popular muito grande, teve o apoios de Patrus Ananias, na época ministro do Desenvolvimento Social do Governo Lula e ex-prefeito de BH, e também do ex-prefeito Célio de Castro. isso foi de extrema importância para Pimentel conseguir virar o resultado nas urnas, no final de setembro o candidato petista já ultrapassava 60% de intenções de votos, segundo as pesquisas.

## Candidatos a prefeito
|  | Nº | Candidato(a) a prefeito | Candidato(a) a prefeito                          | Candidato(a) a vice-prefeito | Candidato(a) a vice-prefeito                                     | Coligação |
|  | -- | ----------------------- | ------------------------------------------------ | ---------------------------- | ---------------------------------------------------------------- | --- |
|  | 13 |                         | Fernando Pimentel (PT) Fernando Damata Pimentel  |                              | Ronaldo Vasconcellos (PTB) Ronaldo Vasconcellos Novais           | "BH no Rumo Certo" - Partido dos Trabalhadores (PT) - Partido Trabalhista Brasileiro (PTB) - Partido Social Liberal (PSL) - Partido Trabalhista Nacional (PTN) - Partido Comunista Brasileiro (PCB) - Partido Liberal (PL) - Partido Popular Socialista (PPS) - Partido da Mobilização Nacional (PMN) - Partido Republicano Progressista (PRP) - Partido Comunista do Brasil (PCdoB)                                                                                 |
|  | 16 |                         | Vanessa Portugal (PSTU) Vanessa Portugal Barbosa |                              | Fernando Pereira (PSTU) Fernando Antônio Cruz Pereira            | Sem coligação - Partido Socialista dos Trabalhadores Unificado (PSTU) |
|  | 25 |                         | Roberto Brant (PFL) Roberto Lúcio Rocha Brant    |                              | José Lincoln Magalhães (PDT) José Lincoln Campolina de Magalhães | "Aliança Nova BH" - Partido da Frente Liberal (PFL) - Partido Democrático Trabalhista (PDT) - Partido dos Aposentados da Nação (PAN) - Partido de Reedificação da Ordem Nacional (PRONA) |
|  | 29 |                         | Betão Pereira (PCO) Roberto Francisco Pereira    |                              | Terezinha dos Reis (PCO) Terezinha dos Reis Alves de Oliveira    | Sem coligação - Partido da Causa Operária (PCO) |
|  | 40 |                         | João Leite (PSB) João Leite da Silva Neto        |                              | Maria Elvira (PMDB) Maria Elvira Salles Ferreira                 | "Novos Horizontes" - Partido Socialista Brasileiro (PSB) - Partido do Movimento Democrático Brasileiro (PMDB) - Partido Progressista (PP) - Partido Social Cristão (PSC) - Partido da Social Democrata Cristão (PSDC) - Partido Renovador Trabalhista Brasileiro (PRTB) - Partido Humanista da Solidariedade (PHS) - Partido Trabalhista Cristão (PTC) - Partido Verde (PV) - Partido da Social Democracia Brasileira (PSDB) - Partido Trabalhista do Brasil (PTdoB) |

## Resultado da eleição
| 1º Turno 3 de outubro de 2004 | 1º Turno 3 de outubro de 2004 | 1º Turno 3 de outubro de 2004 | 1º Turno 3 de outubro de 2004 |
| Candidato(a)                  | Vice                          | Votação                       | Votação                       |
| Candidato(a)                  | Vice                          | Total                         | Porcentagem                   |
| ----------------------------- | ----------------------------- | ----------------------------- | ----------------------------- |
| Fernando Pimentel (PT)        | Ronaldo Vasconcellos (PTB)    | 872.601                       | 68,49%                        |
| João Leite (PSB)              | Maria Elvira (PMDB)           | 290.194                       | 22,78%                        |
| Roberto Brant (PFL)           | José Lincoln Magalhães (PDT)  | 77.487                        | 6,08%                         |
| Betão Pereira (PCO)           | Terezinha dos Reis (PCO)      | 16.927                        | 1,33%                         |
| Vanessa Portugal (PSTU)       | Fernando Pereira (PSTU)       | 16.854                        | 1,32%                         |
| Total de votos válidos        | Total de votos válidos        | 1.274.063                     | 100,00%                       |
| Votos apurados                |                               |                               |                               |
| Votos válidos                 | Votos válidos                 | 1.274.063                     | 89,29%                        |
| Votos em branco               | Votos em branco               | 49.780                        | 3,49%                         |
| Votos nulos                   | Votos nulos                   | 103.033                       | 7,22%                         |
| Total de votos apurados       | Total de votos apurados       | 1.426.876                     | 100,00%                       |
| Eleitores                     |                               |                               |                               |
| Comparecimento                | Comparecimento                | 1.426.876                     | 84,92%                        |
| Abstenções                    | Abstenções                    | 253.293                       | 15,08%                        |
| Total de eleitores            | Total de eleitores            | 1.680.169                     | 100,00%                       |

## Eleitorado
| Total de Eleitores | 1.680.169 |
| Votos Apurados     | 1.426.876 |
| Abstenções         | 253.293   |

| Votos Válidos | 1.283.269 |
| Votos Brancos | 78.831    |
| Votos Nulos   | 64.776    |